# Songthaew

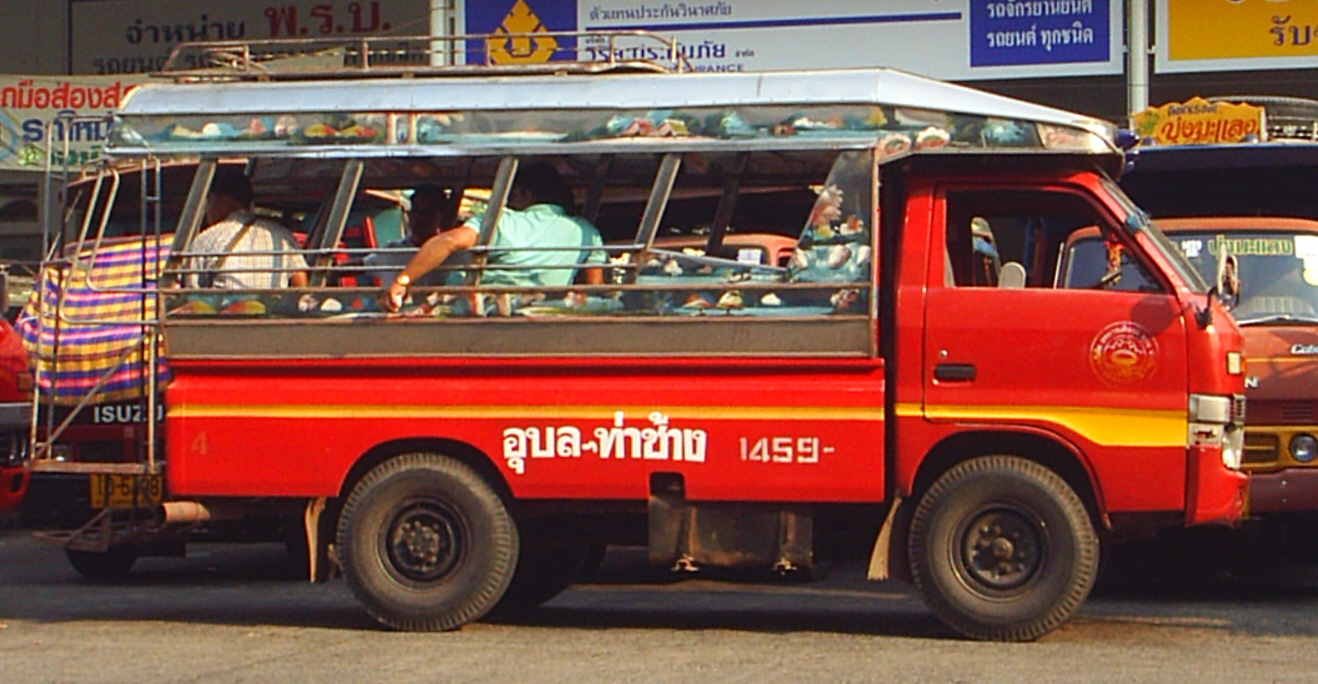
Un songthaew tailandès.

Un songthaew (en tailandès: สองแถว, en malayo: dua baris, en laosiano: ສອງແຖວ) és un vehicle de tipus camioneta o pickup condicionada per al transport informal de passatgers, habitualment utilitzada com a taxi o autobús en països del Sud-est Asiàtic.
Aquestes camionetes tenen generalment dues files enfrontades de seients en la part posterior, on viatgen els passatgers. Deuen el seu nom precisament a la disposició dels seients, ja que la seva traducció punt del tailandès com del malayo o laosiano és, literalment, "dues files".

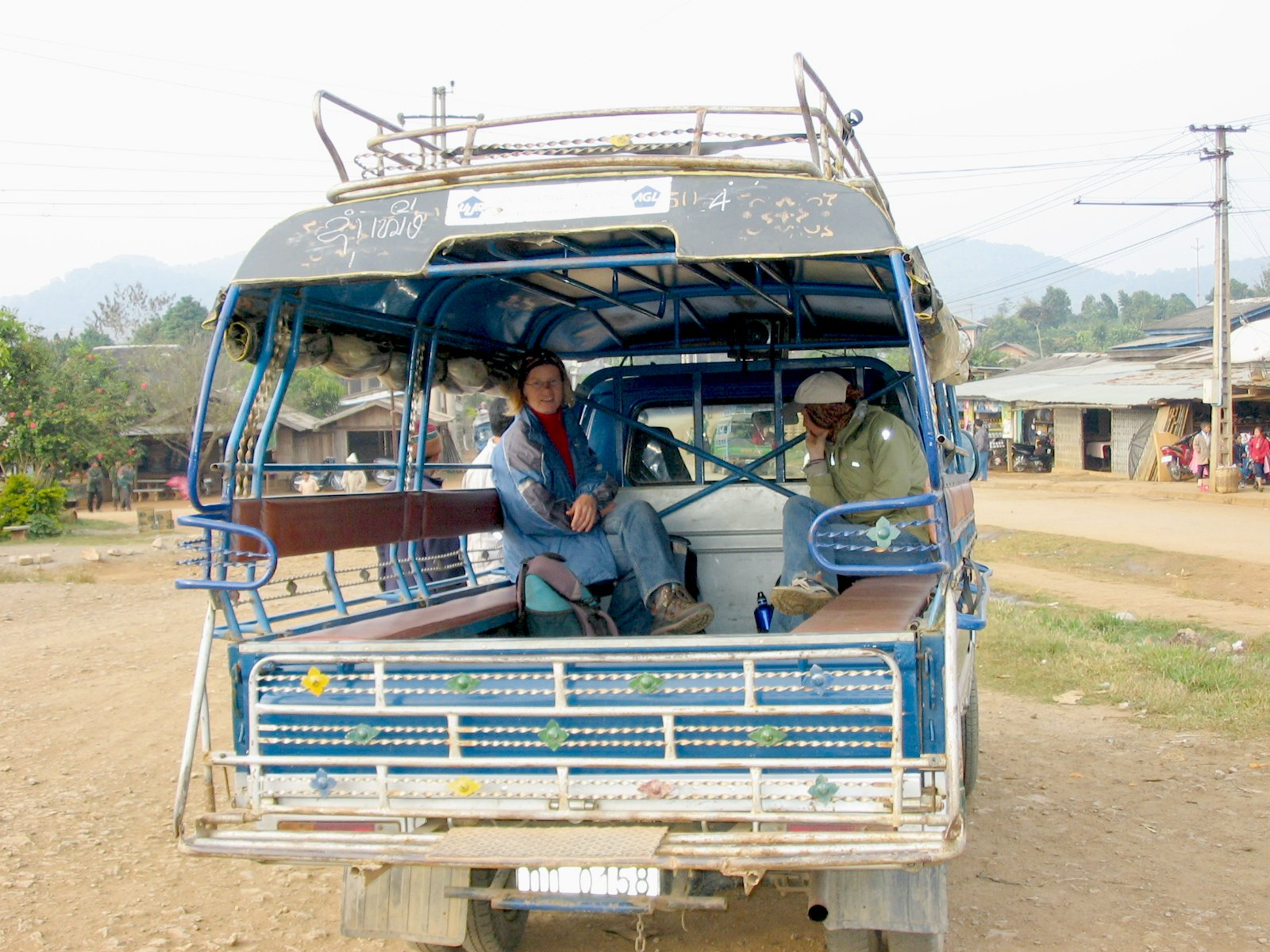
Songthaew laosiano.

Els songthaews són part del transport públic informal, per la qual cosa no tenen una tarifa oficial i el preu del viatge sol variar, encara que és més barat que el transport públic oficial. En països com Tailàndia són molt populars a les grans ciutats (principalment per mobilitzar-se des d'i cap a les perifèries) i a les illes amb major afluència turística (on els passatgers han d'esperar a completar almenys part de la capacitat del songthaew, o en defecte d'això abonar una suma major).
Habitualment tenen un recorregut fix, amb variacions de preu depenent del punt en què descendeix el passatger. A Tailàndia s'acostuma a abonar el viatge una vegada conclòs el trajecte.

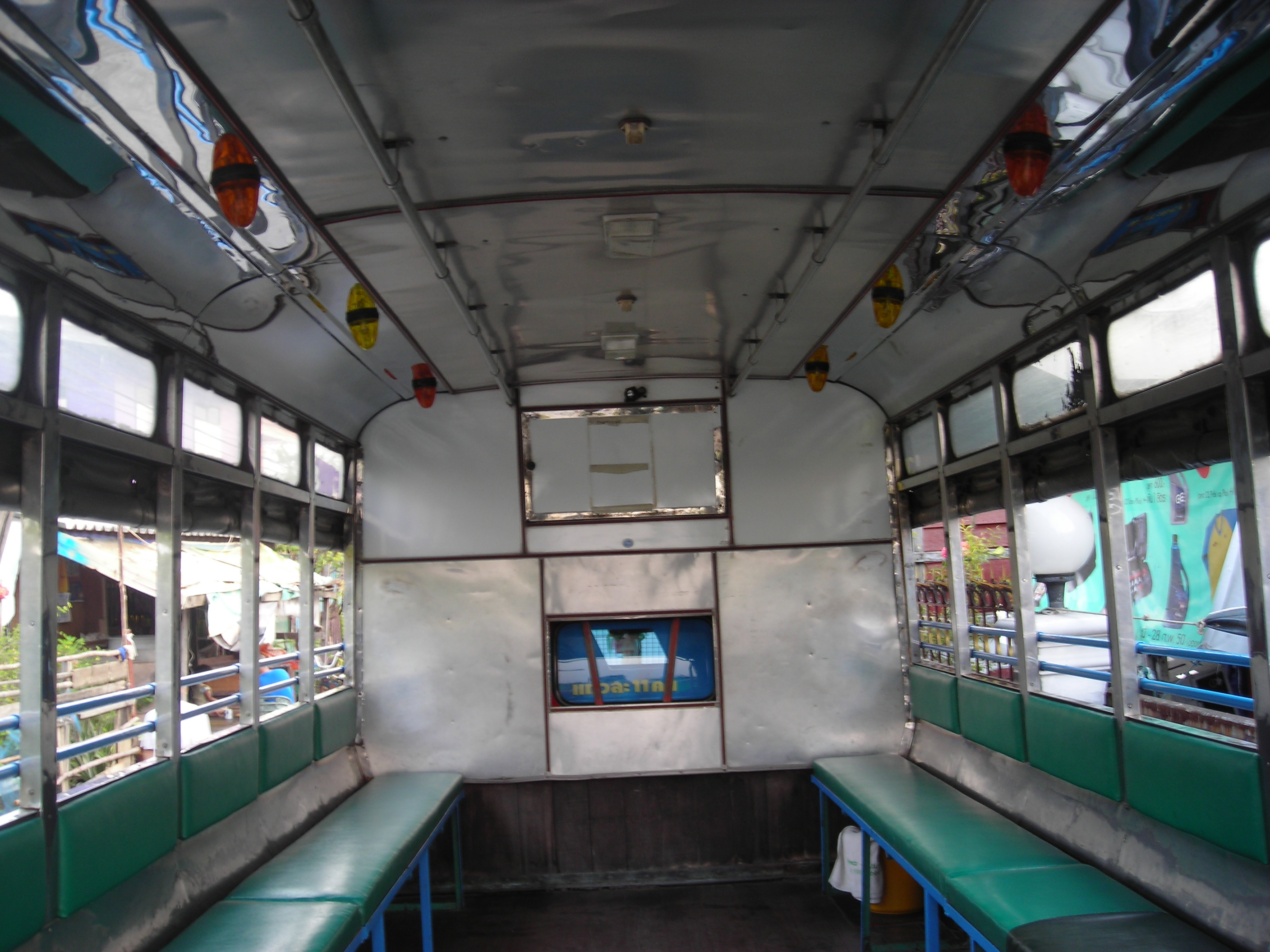
Caixa interna on se situen els passatgers.